# Syfy
Syfy (với tên cũ là Sci-Fi Channel sau này được rút ngắn thành Sci Fi rồi cách điệu thành SYFY) là một kênh truyền hình cáp của Mỹ, thuộc sở hữu của NBCUniversal Media Group vốn là một  bộ phận và phân khúc kinh doanh của Comcast NBCUniversal. Ra mắt vào ngày 24 tháng 9 năm 1992, kênh Syfy phát sóng các chương trình liên quan đến thể loại khoa học viễn tưởng, phim kinh dị và giả tưởng. Tính đến tháng 1 năm 2016, Syfy  là chương trình đã được cài sẵn cho 92,4 triệu hộ gia đình ở Mỹ.

## Lịch sử
Năm 1989, tại Boca Raton, Florida, luật sư truyền thông và doanh nhân truyền hình cáp Mitchell Rubenstein cùng vợ và đối tác kinh doanh Laurie Silvers đã nghĩ ra ý tưởng cho Kênh khoa học viễn tưởng và đăng ký 8 trong số 10 nhà khai thác truyền hình cáp hàng đầu cũng như cấp phép độc quyền cho loạt phim truyền hình Anh Doctor Who (đã chuyển từ PBS sang Kênh khoa học viễn tưởng), Dark Shadows và loạt phim đình đám The Prisoner. Năm 1992, kênh này được Rubenstein và Silvers bán cho USA Networks, sau đó là liên doanh giữa Paramount Pictures và Universal Pictures. Rubenstein và Silvers trở thành phó chủ tịch của USA Networks. Người sáng tạo Star Trek Gene Roddenberry và tác giả Isaac Asimov đã được Rubenstein và Silvers tuyển dụng để phục vụ trong ban tư vấn ban đầu nhưng cả Roddenberry và Asimov đều đã qua đời vào thời điểm kênh cuối cùng ra mắt vào ngày 24 tháng 9 năm 1992. Rubenstein nhớ lại: Điều đầu tiên xuất hiện trên màn hình là "dành riêng cho những ký ức về Isaac Asimov và Gene Roddenberry".
Leonard Nimoy là người chủ trì nghi lễ tại bữa tiệc ra mắt kênh, được tổ chức tại Hayden Planetarium ở Manhattan. Vợ góa của Asimov là Janet và vợ góa của Roddenberry là Majel Barrett đều tham dự. Chương trình đầu tiên được chiếu trên mạng là bộ phim Chiến tranh giữa các vì sao. Từ năm 1992 đến năm 1999, Logo đầu tiên của mạng bao gồm một hành tinh có một chiếc nhẫn, được làm trông giống như Sao Thổ, với dòng chữ "SCI-FI CHANNEL" trên đó. Logo thứ hai của mạng, được sử dụng từ năm 1999 đến năm 2002, đã bỏ dấu gạch nối và bỏ cụm từ "Kênh" khỏi tên gọi. Logo "hành tinh có vành đai" thứ ba và cuối cùng có từ năm 2002 đến năm 2009 và được Lambie-Nairn thiết kế. Logo xuất hiện lần đầu vào ngày 2 tháng 12 năm 2002, với sự ra mắt của miniseries Steven Spielberg là Taken. Mạng Syfy cũng đã phát động một chiến dịch hình ảnh mới với khẩu hiệu "If", thể hiện khả năng vô hạn của trí tưởng tượng. Với trải nghiệm va chạm nhận dạng mô tả các tình huống siêu thực như một em bé thở ra lửa cũng như cảnh một người phụ nữ trong phòng khách hôn một con quái vật tai to, mắt bọ.
Vào ngày 16 tháng 3 năm 2009, NBCUniversal thông báo rằng Sci-Fi sẽ đổi tên thành "Syfy". Các quan chức của Sci-Fi cũng lưu ý rằng, không giống như thuật ngữ chung "khoa học viễn tưởng", đại diện cho toàn bộ thể loại, thuật ngữ "Syfy" dưới dạng cách viết giật gân có thể được bảo vệ bởi nhãn hiệu và do đó sẽ dễ dàng tiếp thị các hàng hóa hoặc dịch vụ khác mà không sợ nhầm lẫn với sản phẩm của các công ty khác. Việc sử dụng thuật ngữ "Syfy" đáng kể duy nhất trước đây liên quan đến khoa học viễn tưởng là do trang web SyFy Portal, trở thành Airlock Alpha sau khi bán thương hiệu này cho một công ty giấu tên vào tháng 2 năm 2009. Việc đổi tên đã được chào đón với những phản ứng tiêu cực ban đầu, với việc mọi người cố tình phát âm sai "Syfy" để chế nhạo việc đổi tên. Tên mới có hiệu lực từ ngày 7 tháng 7 năm 2009. Syfy kể từ đó đã bổ sung thêm các chương trình thực tế và tiến xa hơn khỏi các chương trình khoa học viễn tưởng, giả tưởng và đề tài kinh dị.